# کایلاشهار
کایلاشهار (به انگلیسی: Kailashahar) یک منطقهٔ مسکونی در هند است که در Unakoti واقع شده‌است. کایلاشهار ۲۳٬۴۱۸ نفر جمعیت دارد.